# アーマード・コアV
『アーマード・コアV』（アーマード・コア ファイブ、ARMORED CORE V）は、2012年1月26日にフロム・ソフトウェアから発売されたPlayStation 3、Xbox 360用ロボットアクションゲームである。海外では、バンダイナムコゲームスが販売とサポートを担当する。略称は『ACV』。キャッチコピーは、｢ここは、名もなき傭兵達の戦場｣。
アーマード・コアシリーズの14作目となる本作は、舞台となる世界が一新され、システムにも大幅な変更や新要素が加えられている。シリーズとしては初めてのオンラインプレイを前提とした作りになっており、オンラインでは最大20人を上限としたチームに所属し、本作の主要な要素である「領地ミッション」や、従来からのシングルプレイ要素である「ストーリーミッション」と「オーダーミッション」をプレイしていくことになる。オフラインでのプレイでは、領地ミッション、武器性能変化、武器の流通、協力プレイといったオンラインならではの要素は遊べず、アップデートのパラメータ調整が適用されない（性能変化した武器パーツのみオンラインと同じパラメータ）。

## ゲームシステム
機体構成部位やアクション、攻撃属性、索敵の仕組みといった、根幹を支える要素が全般的に変更されている。これまでのシリーズにあったBACK UNIT（AC1からACLRまでは肩武器、AC4、ACfAでは背中武器とも呼ぶ）がなくなり、武器 (ARM UNIT) はオーバード・ウェポンを除きすべて腕部に搭載する。左右の腕部とは別に予備の武器（ハンガーユニット）を肩のジョイントに掛ける形で装備し、戦闘中は腕に持った武器をハンガーの武器と持ち替えることができる。構えが必要となる大型の武器は、ハンガーユニットに搭載できない。戦闘中、構えると照準が表示されるが、タンクが搭載した場合は、通常武器と同じように構え不要で照準は表示されない。

### 戦闘・アセンブル
戦闘モードとスキャンモード
戦闘モードは従来のインゲーム画面と同じように、ロックオンサイトや武器の残弾数やAPが表示される。
スキャンモードは武器での攻撃はできないが、リコンが探知している敵のシルエット、敵の防御力の解析と自機の搭載武器の与えるダメージのグラフ表示、爆発するオブジェクトの探知ができる。また、武器と腕部のエネルギー消費がオミットされるため戦闘モードに比べてエネルギーゲージの回復が速く、ブースタの消費エネルギーも少なくなる（アップデート前は武器と腕部以外の部位の消費エネルギーがオミットされる仕様だった）。敵の情報を知るだけでなく、効率的な移動をするための要素でもある。
属性と跳弾
以前は「実弾」と「エネルギー」の2つに分かれていた攻撃力や防御力の属性が、KE (Kinetic Energy), CE (Chemical Energy), TE (Thermal Energy)の3つに改められた。
KE属性の攻撃は物理的なダメージを与え、距離による威力の減衰が大きい。CE属性の攻撃は化学反応を利用したダメージを与え、距離による威力の減衰が少ないが発射速度は遅い。TE属性の攻撃は熱エネルギーを利用してダメージを与えるもので、使用時にエネルギーゲージを消費するが、全体的に高い攻撃力を持つ。
武器の攻撃力が相手の防御力を下回っている場合、ダメージが通常の1/3になる「跳弾」が起こる。跳弾されたかどうかは、効果音で判別可能（KE属性とCE属性の場合は金属音、TE属性の場合は独自の効果音）。戦闘では、相手の防御力を上回る攻撃力を持つ武器で攻撃する（弱点を突く）ことが重要だが、一部の単位時間あたりの火力が高い武器で強引に大ダメージを与える戦法などでは必ずしも考慮すべき要素ではない。また、威力が非常に高いブレードやキャノンの攻撃力を超える防御力を持つACは存在しないため、実質的に跳弾できない武器も存在する。
ブースト関連
通常のブースト移動でのエネルギーゲージの消費がなくなった。また、数ある仕様変更の中でもとりわけ大きいのがブースタによる上昇の制限で、高所へ到達するには、周辺の障害物を利用した「ブーストドライブ」と呼ばれる壁蹴りをする必要がある。ただし、タンク型の機体ではできず、一定高度までの垂直上昇のみである。
『AC2』から『ACfA』まであった「オーバード・ブースト」は「グライドブースト」となり、後方にも移動できるようになったが、接地状態でしか使用できない。また、『AC2』-『ACLR』の補助ブースタや『AC4』『ACfA』の「クイックブースト」での急加速の要素は「ハイブースト」と名称を改め続投している（クイックブーストと違い急速旋回はできない）。
すべての機体で使用できる近接攻撃「ブーストチャージ」は「ハイブースト」からの突進攻撃で、ブースタのハイブースト消費ENの2倍のエネルギーを消費する。脚部のチャージ基本攻撃力が高いほど、衝突時の速度が速いほど、機体重量が重いほど威力が高まり、相手の防御力を無視してダメージが与えられる。突進攻撃ではあるは、自機へのダメージは一切なく、チャージ基本攻撃力の高い重量二脚が高速で衝突した場合、APの高くないACなら一撃で破壊できる場合もある比較的強力な攻撃手段である。
RECON（リコン）
従来のレーダーに変わる要素で、機体から射出する小型の索敵ユニット。RECONの種類ごとに駆動時間が定められており、搭載数はコアに依存する。投擲するタイプ、追従するタイプ、射出したその場で浮遊するタイプの3種類に分かれている。リコンの探知範囲内にいる敵の数が画面右下に表示され、スキャンモードではさらに敵の詳細な位置がわかる。
OVERED WEAPON（オーバードウェポン）
非常に高い攻撃力を持った規格外の兵器で、機体の背面に搭載する。これを装備した場合、ハンガーユニットの装備ができなくなり、戦闘中にパージもできない。攻撃属性OWはブーストチャージと同様に、相手の防御力を無視するため、非常に高い攻撃力や複数回の当たり判定と相まって、直撃すれば通常兵器であれACであれ、確実に一撃で破壊する。一度の戦闘で起動できるのは一回で、起動すると稼働時間が過ぎるまでOW以外の武器で攻撃することもできず、熱で徐々にダメージを受け、画面にはノイズが走る。攻撃には一定時間チャージする必要があり、チャージにかかる時間はコアやジェネレータの性能に依存する。起動するとエネルギーゲージがほぼ無尽蔵に使用でき、衝撃に対する耐性も劇的に上昇する。
続編となる「VD」では上方修正とともに、オーバードウェポンの使用後自体に大幅なデメリットを課すようになり、最終的な切り札と言う立ち位置となる。
GRIND BLADE
6基のチェーンソーが装着された超大型近接攻撃武器。起動すると背面のユニットを右腕に装着後、左腕を強制的にパージし、露出した左腕ジョイント部にエネルギー供給用のアームを接続する。6基のチェーンソーが直列になった後に円形に並び、ドリルのように回転させて突撃、持続的に抉り取るようにダメージを与える。攻撃を繰り出す速さに優れるが、使用後もパージした左腕は欠損したままなので、OWの中でも特にハイリスクと言える。「シティ」との戦力差を補うためにレジスタンスが開発したものであり、作中ではジャック・バッティのヴェンデッタとRDのヴェンジェンスが装備。
MASS BLADE
建築資材の柱にブースターとハンマー状の先端を取り付けたもので、装着するとそのまま柱を背負う格好となる。使用時には両手の通常武器をサブアームによって格納し、ブースターとAC本体の推力を利用して強引に叩きつける。大振りではあるが、1回の攻撃力・衝撃力は非常に高い。主任が柱を即席の武器にした(ストーリーミッション07)ことを知ったミグラントが開発したものとされている。
HUGE CANNON
膨大なエネルギーをチャージして核弾頭を放つ超大口径砲。右肩に折りたたまれた巨大な砲身を背負い、左肩にジェネレーターのようなパーツを装着する。起動するとOW中央のアームで両手の通常武器を格納、右腕に装着された砲身を展開後に二脚銃架と左腕で保持される。チャージ時は構えをとるが、非常に長い射程を誇るうえに着弾時の爆風も強烈で、遠距離から対象を破壊できる。
MULTIPLE PULSE
全周囲への攻撃が可能なパルスキャノン。装着時は、130の砲門を半円状に並べたものを5枚重ねたユニットを両肩に搭載する。攻撃時はこのユニットを左右に扇形に展開する。広範囲の対象を一気に殲滅できる。130の砲門一つ一つから攻撃力6万以上のパルスが発射されるため、総合的な攻撃力がOWの中でも圧倒的に高い。
HUGE MISSILE
大型の弾道ミサイルを搭載したミサイルランチャー。戦艦「セントエルモ」に装備されているものをそのまま流用している。装備時には両肩に六角柱型の箱を背負う。OWの中では唯一ロックオンが可能。右肩のユニットは展開してミサイルのカタパルトとなり、左肩のユニットからミサイルを取り出し発射体制をとる。ミサイルをその場で組み立てることが最大の特徴。

### チーム
すべてのプレイヤーの活動する基盤となるもので、メンバーが1人であろうと、20人であろうとチームと呼ばれる。プレイヤーは『ACV』のオンラインでの初回起動時に所属するチームを作成するか、すでにあるチームのどれかに入隊することで所属することになる。1人でプレイする場合もチーム（メンバーが自分だけ）を作成する必要がある。なお、チーム名は後から変更できず、違うチーム名にしたい場合は解散するか所属先を変えるほかない。
ミッションをプレイすると「チームポイント」が獲得できる。これが一定値まで累積するごとにチームレベルが上昇する。チームレベルはショップのパーツのラインナップと連動しており、レベルがあがるごとに（レベル50まで）ラインナップが増える。決戦ミッションに挑むためにもこのポイントが必要となる。決戦ミッションで消費しても一度上昇したチームレベルが下がることはない。
チームメンバーとのやりとりはボイスチャットまたはテキストチャットで行うが、公式ではボイスチャットを推奨している。1チーム20人まで所属できるが、一度の戦闘に出撃できるのはオペレータ1人を含めた5人まで。オペレータは直接戦闘には参加しないが、全マップを俯瞰した専用の画面で敵情報を確認しつつ、他の4人の戦闘をサポートする指揮官の役目を務める。領地を獲得するとチーム評価が上がり、上のランクの領地へ侵攻することができるようになる。
オフラインでプレイする場合もオフライン専用のチームを作成するが、あくまでプレイヤー1人だけの形式上のもので、チームとしての機能は一切なく、オフライン用チームを利用したNPCとのチーム戦などの要素もない。チームレベルとショップの関係はオンラインのものと同様。オフライン用のチーム名はセーブデータを削除して最初からやり直さない限り変えることはできない。

### ミッション
領地・決戦ミッション（後述）以外のすべてのミッションに総合評価（最終的な収支金額で決まる、S,A,B,C,Dで表示）とサブクエスト（時間制限や損害軽微、特定の敵XX機撃破といった各種条件で満たすと報酬が増える）が存在する。
ストーリーミッション
従来のミッションよりも長く、初回プレイ時には1ミッションにつき数十分程度かかることが想定されている。ミッション中に状況が刻々と変化し、作戦目標も随時変更される。基本的に長丁場だが、各所に補給ポイントがあり、APと弾薬の全回復やアセンブルの変更が行える。多くのマップはストーリーミッション専用のもの。
オーダーミッション
過去シリーズと同じスタイルで、一つ一つのミッションは短く、ほとんどが敵戦力の殲滅作戦となる。作戦目標もブリーフィング時点で提示されたもののままが多い。AC同士の戦闘、いわゆる旧作のアリーナやオーダーマッチも含んでおり、終盤は2機のACを相手にするミッションが多い。ミッションに使用されるマップはすべて、領地ミッションで使われる8つを流用している。
エクストラミッション
オンライン限定のミッションで、巨大兵器を撃破するのが目的となる。全5種類。ストーリー・オーダーミッションよりも難易度が高く、出撃するにはチーム評価が1または2必要。チームメンバーまたは傭兵合わせて4人まで出撃できる。こちらもサブクエストが存在する。まれに、巨大兵器が強化された高難易度版がプレイできることもあった。

### 領地
本作のメインコンテンツともいえる要素で、オンラインで領地ミッションと決戦ミッションを通して領地の奪い合いをする。領地にはランク、評価、耐久値が存在し、下位（評価0-999)・中位（評価1000-9999）・上位（評価10000-∞）に分かれる。侵攻の条件として、中位領地へはチーム評価1以上、上位へはチーム評価2以上が必要になる。基本的に下位・中位・上位の違いは置ける砲台の数や種類で、上位ほど強力な砲台が置ける。耐久値は他チームの侵攻を受けることで減っていき、完全になくなってから規定の時間以内に決戦ミッション（防衛側）を行わなければ没収され、NPC所有の領地として、全プレイヤーのいずれかへ再配布される。所持するエリアごとの領地の評価の総合値でチームがランク付けされ、1位のチームはワールドマップにエンブレムが表示される。
領地ミッション
他チームが所有する領地にランダムに襲撃する。ルールは電撃戦（マップ上のヘリ5機破壊）、制圧作戦（砲台をすべて破壊）、妨害作戦（破壊した砲台と敵ACの損害額が目標額を超える）、データ回収（マップ上にある複数のデータポストに近づき、一つずつ画面左上のゲージを100%にしていく）の4種類あり、侵攻側が自由に選べる。防衛側のチームがいない場合は、無人の領地に攻め込み、前述のルールごとに定められた目標を達成すればミッションクリアとなる。防衛側のチームが待機していた場合は、ルールごとの目標を達成するか、敵ACを全機撃破すれば勝利となる。侵攻側が勝利すると、襲撃された領地の耐久値が削られ、防衛側が勝利すると、領地の耐久値が一定の割合回復する。
決戦ミッション
侵攻側は必ず防衛側と対人戦となり、領地を賭けて戦う。ルールは電撃戦のみ。侵攻側は、チーム評価に応じたチームポイントを費やして挑み、勝利すると領地が手に入る。防衛側は、耐久値がなくなった領地を回復させるために戦う。勝利すると領地の耐久が全回復し、敗北すると領地を失う。

## ストーリー
遥か未来、世界は荒廃が進み、人々は僅かに残された生存可能地域に寄り集まっていた。その中で比較的規模が大きい「シティ」は、「代表」と呼ばれる人物によって圧制が布かれていた。ある時、「代表」の側近だった男が地下世界に追放された。男は地下世界の人々を纏め上げて「レジスタンス」組織を結成し、「代表」の支配を打ち破るべく一大反攻作戦を実行に移した。だが、作戦は事前に察知されていたために失敗し、男も命を落とす。一年後、レジスタンスは新たなリーダーの元で再び活動を開始した。

## 登場人物
主人公
傭兵。一年前のレジスタンス反攻作戦では企業（シティ）側に雇われて頭角を現す。その後はどういった経緯を経たのかは不明だが、レジスタンスに雇われることになる。非常に謎の多い人物であり、二十数年後に纏められた資料にも、本名はおろか性別までもが一切の記録に残っていない。またフラン達レジスタンスには先代リーダーと直接相対した経歴は知られていないらしく、彼らからそれを咎められる描写はない。
フランシス・バッティ・カーチス
声：小林沙苗
一年前の反攻作戦で死亡した前リーダーの一人娘。現在は父親の遺志を継いでレジスタンスの新たなリーダーとなる。瓦解したレジスタンスをまとめ上げるために奮戦するが、実力は全く伴っていない。己の実戦指揮能力の無さなどは自覚しているようで、歩兵の指揮などはレオンに一任している他、主人公にも大まかな指示を与えるだけで細かいことは口出ししない。
演じた小林はコメントでフランを「普通の女の子」と称しており、プレイしながら変化していくフランを見て欲しいとのこと。
因に作中で名前を呼ばれる事は無い。
レオン・ダンテス
声：白熊寛嗣
死亡したリーダーの腹心として活躍していた人物で、ロザリィとは昔馴染み。リーダーの死後はフランの補佐役を務めており、実質的な指導者となっているが、本人はあくまで後見人に徹している。ACに搭乗することはないが、作戦において自ら建物への突入および制圧を行うなど、直接戦闘の技術は高い模様。
ロザリィ / コーデリア・ストラトフォード
声：林真里花
レジスタンス側に協力する女性のミグラント。作戦時の補給や装備の換装などが主な仕事となっている。強引で抜け目のない性格で、仕事の報酬こそが行動原理となっている。しかしどこか憎めないユーモアをあわせ持っており、他のミグラントと対等に渡り合っている。あえて不利なレジスタンス側に協力するのは、負けている方に賭けたほうが利益が大きいという打算からである。レオンとは昔からの知り合い。
RD / レイ・ドミネイト
声：浪川大輔）
ロザリィの部下で、ロザリィが所有する大型ヘリの操縦者を務める。根は素直であるが極度の臆病であり、他人に流されやすい性格。嫌な予感に関しては絶対に的中するという特技を持つ。ストーリー中盤で行方不明となるが、かつてのレジスタンスリーダーの機体を主任より譲り受け、敵として主人公の前に立ちはだかる。経験が浅いにも拘らずACで実戦をこなすなど、主任をして「一種の天才」と言わしめる程の力を秘めている。機体名の「ヴェンジェンス (Vengeance) 」とは、英語で「復讐」「報復」を意味する単語であり、元の機体名である「ヴェンデッタ (Vendetta) 」と似た意味となっている。
ジャック・バッティ
声：谷昌樹
フランの父親。かつてレジスタンスを率いた先代のリーダー。元は代表の側近だった人物で、どういった経緯かは不明だが地下へと追いやられた後、レジスタンスを結成した。OWグラインドブレードを装備した中量二脚型AC「ヴェンデッタ」を駆る実力者で、マップ内には彼に倒されたと思しき無数のACの残骸が発見できる。一年前の反攻作戦によって主人公に追い詰められ、追撃に現れた主任によって撃墜された。機体名であるヴェンデッタ (Vendetta) とは、イタリア語で「血の復讐」「根深い宿恨」という意味。
ドン・タイレル
声：辻親八
シティを支配する独裁者。作中では一貫して「代表」と呼ばれる。元ミグラントで、大量の物資を背景に無秩序状態にあったシティを統制し、支配者の地位を手に入れた。一年前の反攻作戦以降は人間不信となっており、シティの独裁体制を強めている。本編中での台詞はチャプター00でBGMに紛れて流れる「演説」のみである。
ポール・オブライエン
声：最上嗣生
シティの治安維持を任されている警備部隊の隊長で、若年でありながら代表に忠誠を誓うエリート部隊の指揮官となり、自ら重量逆関節型AC「警備部隊一番機」を駆り前線に出向いている。シティに暮らす市民からは畏怖の対象となっている。
スナイパーキャノンを使用した遠距離狙撃を基本戦法とする。
主任
声：藤原啓治
代表と契約関係にある「企業」の一員で、対レジスタンス殲滅作戦における現場責任者。戦闘の指揮を執る他、自らも重量二脚型AC「ハングドマン」を操る。お調子者の皮肉屋ではあるが、目的のために仲間を平然と犠牲にする冷徹さも併せ持っている。キャロルからは「腕は一流だが少々気まぐれ」と評価されている。
戦いに快楽を感じると共に一種のこだわりを持っており、自ら獲物を狩るためには意図的なフレンドリーファイアを引き起こすことも厭わない。また、普段は本気を出すことを嫌っているが、戦いを楽しむためにあえて本気を出すような行動も見せている。
設定資料集や続編『ACVD』のアーカイブで人間ではないことが明らかになっている。
キャロル・ドーリー
声：たかはし智秋
シティでの作戦補佐を担当しており、主任の秘書的な立場を務めている。誰に対しても慇懃無礼かつ高圧的な態度を崩さない。主任からは「キャロりん」と呼ばれる。
課せられたミッションの達成を何よりも優先すべきだと考え、彼女にとって戦場に存在するあらゆる要素は、目的達成のためのただの駒に過ぎない。
リーガン・ストラトフォード
声：東條加那子
MoHの創設者であるストラトフォード一族の一人で、MoHの幹部。ロザリィとは浅からぬ因縁がある。
その生い立ちから他者に対する猜疑心が極めて強いが、オズワルドのことは信頼している様子。
オズワルド・ウォリクシャー
声：中村浩太郎
リーガンの側近で用心棒。かつて生活に困窮していた所をMoHに救われた過去があり、MoHには強い忠誠心を持つ。戦場では専用AC「バウンサー」を駆る。劇中ではリーガンの右腕として動き、パイロットとしての実力も確か。
ネオン
MoHメンバーのAC乗り。ロザリィとは面識があり、曰く「チクチクいたぶるのが好きなヤツ」。機体名のアードウルフとはハイエナの一種で、別名ツチオオカミ。
アンジェリカ
声：弓場沙織
正体不明のAC部隊、ゾディアックのリーダーと思われる女性。メンバーからはアンジーと呼ばれる。感情らしいものを見せず、常に冷静かつ機械的な話し方をする。自らも「POLALIS」という専用の大型武装ヘリに乗り、メンバーのACの輸送およびサポートを行う。北極星をモチーフにしたエンブレムを用いる。
No.2
声：高橋英則
落ち着いた物腰をした人物で、重量逆関節型AC「アクアリウス」を操る。交戦した主人公を「強敵」と認識し「久しくなかった感覚」と述懐するなど、実力は相当に高い模様。中距離から遠距離での銃撃戦を想定した武装を搭載しており、確実に相手の装甲を削る。ちなみに彼の機体のみ、発光部のカラーリングが他のメンバーと異なる。
No.8
声：坂巻学
落ち着いた口調をした、常に冷静な態度を崩さない男性。敵である筈の主人公に対して高い評価を下すなど思慮深い一面を持つ。また自身達の存在意義に対して疑問を抱いているような言動が多いが、戦うことを迷う素振りは見せない。搭乗ACはバトルライフルやレーザーブレード等、中距離から近距離での戦闘を想定した中量二脚「レオ」。

## 世界設定
本作の舞台となる世界は、続編『ARMORED CORE VERDICT DAY』のWeb連動サービス「ACVD-LINK」のアーカイブにて、『ARMORED CORE for Answer』の遥か未来の世界であることが強く仄めかされている。
アーマード・コア (AC)
世界の荒廃以前に普及していた兵器で、全長は二脚型ACで7mほど。現在使用されているのはすべて発掘されたものである。一部の複製が容易な武器以外は製造できず、破損しても修理ができないので、他の発掘品から寄せ集めてリサイクルするしかない状況である。
ミグラント
生存可能地域を行き来して、交易を行っている運び屋達の総称。生活物資を運ぶ一方で、武器弾薬も輸送する死の商人でもある。
シティ
生存可能地域の中でも比較的規模が大きな地域。他の生存可能地域同様、物資の奪い合いや縄張り争いが日常的に発生していたが、「代表」と呼ばれる人物が豊富な物資を背景に支配権を確立させると、治安は徐々に回復していった。
レジスタンス
ジャック・バッティが結成した反抗組織。シティを支配する代表の独裁体制を倒すために活動する。一年前の反攻作戦にて大きな打撃を受け、かつての規模は失われている。
企業
本作の時点では、物資ではなく戦闘行為を商品として活動しているタイプのミグラント組織という表向きの姿のみが作中と設定資料本にて語られた。
続編のアーカイブや設定資料本で断片的に語られた正体は、荒廃以前に人類を救済する手段を模索する巨大な知能として作られたが、世界を再生させるための「答え」を最後まで得られなかった、いわば人類の管理者になり損ねた存在。
悪く言えば失敗作であり、本作と続編の間にあたるサイドストーリーではとある人物に「欠陥だらけの人間に作られた欠陥品」だとバッサリ言い切られている。
「観察者」とも呼ばれ、得られるはずのない「答え」を獲得するために世界を再生させるための実験を繰り返し、人類の観察を続けている。
本編ストーリーでは代表と契約関係にあり、シティの警護を受け持っている。強力な兵器や部隊を戦力として保有しており、その力は極めて強大。なお「企業」の名の由来は、世界の荒廃以前に存在した同名の組織体から。
MoH (Men of Honor)
複数のミグラントの連合の中でもとりわけ大きな力を持つ組織。所属するミグラント達は共通してチェス盤をモチーフとしたエンブレムを用いる。
ゾディアック
アンジーと呼ばれる女性が指揮を執るNo.1から12までのパイロットを擁した謎のAC部隊。それぞれが星座を模したエンブレムと機体名を用いている。共通して白いACに搭乗し、各々が相当な実力を誇る。その詳細の多くは謎に包まれている。

## 開発
本作は、2010年1月のフロムソフトウェアの公式イベントで、特報映像とともに『ARMORED CORE 5』 (AC5) の製作が発表され、キャッチコピー「全てを焼き尽くす暴力」と発売予定時期の2010年、オーバード・ウェポン（後述）による一発逆転の戦いなどの情報が公表された。
この時点では、従来のアーマード・コアシリーズの延長線上という制作方針が立てられており、短期間での開発が想定されていた。
だが、発表後のプレイヤーの反響を受け、フロム・ソフトウェア内で話し合いが行われた結果、過去作の延長線上では問題があるという結論が出、さらなるステップアップの一環としてマルチプレイなどを重視した方針に変更され、当初の三倍の開発期間が設けられた。
また、リセットのアピールとして、タイトルから「アーマード・コア」という言葉を外すことも検討されたが、半年間の議論の末に「5」を『V』にするということで落ち着き、最初の発表から約1年後に、タイトルを『ARMORED CORE V』（Vはローマ数字）へ変更すること、発売日が2011年10月20日へ延期されることが発表された。
プレイ中は常時オンライン接続であることから、2011年7月1日よりPS3版のクローズドβテスト（期間は二週間）は実施される予定であったが、PSN個人情報流出事件の影響で延期となり、7月6日にPlayStation Storeのサービスが全面再開したことで7月8日から開始された。Xbox 360版では、当初の予定日から1週間程遅れた7月29日に開始された。
さらにこのテストの結果を受けて、オンラインでのマッチングシステムなどの改善のため、発売日が2012年1月26日に再び延期された。
2012年1月19日から23日の間にかけて先行体験版が配信され、オンラインサービスは1月21日から22日の期間限定で提供された。収録されたのは50種類程度のパーツとストーリーミッション00のみで、サーバー稼動期間のみ領地ミッション、決戦ミッションがプレイできた。
2014年2月28日（本来は1月31日予定だったが、1月28日から2月6日までのPSN障害によりオンラインプレイが不可能だったために2月末に終了が延期された。）をもって、PS3版、Xbox 360版ともに本作のオンラインサービスは終了し、同日、これにあわせて、調整済みのパーツパラメータをオフラインにも適用するための最終アップデートファイル (Ver.1.06) が配信された。
なお、オンライン要素のうちPSN、Xbox Liveを利用したフリー対戦のみ引き続きプレイ可能である一方、チーム所属機能、エクストラミッション、武器性能変化、領地ミッション、協力プレイなどのオンラインコンテンツはプレイ不可能となった。